# Zagorka
Zagorka (bułg. Загорка) – piwo produkowane przez browar o tej samej nazwie, jest jednym z najpopularniejszych lagerów w Bułgarii. Nazwana od miasta Stara Zagora. Zagorka jest pełnym, łagodnie chmielonym pilznerem z 5% zawartością alkoholu. W 2005 roku 1,5 litrową butelkę Zagorki można było nabyć za równowartość około 1€, w 2008 roku 1,5 litra tego piwa kosztowało ok. 2,30 bułgarskiego lewa.
W połowie lat 90. XX wieku Browar Zagorka stał się w pełni własnością piwowarskiego giganta z Holandii - Heinekena. Browar Zagorka produkuje także piwa Ariana i Stoliczno.
Głównym konkurentem na lokalnym rynku jest piwo Kamenitza.